# Douglas F3D
Die F3D Skyknight war ein zweistrahliges Jagdflugzeug der US Navy von 1948. Gebaut wurde der Mitteldecker bei Douglas Aircraft Company in El Segundo, Kalifornien.
Die F3D wurde als trägergestütztes Allwetterflugzeug entworfen und von der US Navy und dem US Marine Corps eingesetzt.

## Geschichte
Die F3D hatte nicht das typische Aussehen eines strahlgetriebenen Jägers. Bereits 1945 hatte die US-Marine einen strahlgetriebenen Nachtjäger mit Radarausstattung ausgeschrieben. Das Douglas-Team um Ed Heinemann entwarf den Jäger um das damals recht klobige Angriffsradar mit zwei nebeneinander montierten Sitzen für Pilot und Radaroperator. Aus aerodymischer Sicht kann das Flugzeug als strahlgetriebene Parallelentwicklung zur Douglas A-1 „Skyraider“ angesehen werden. Das Flugzeug war deshalb entsprechend breit, tief und geräumig. Es verwendete zwei Westinghouse-J34-Turbojets unter den Tragflächen dicht am Rumpf. Vier 20-Millimeter-Kanonen wurden in den unteren Rumpf eingebaut. Douglas erhielt am 3. April 1946 einen Vertrag über drei XF3D-1-Prototypen.

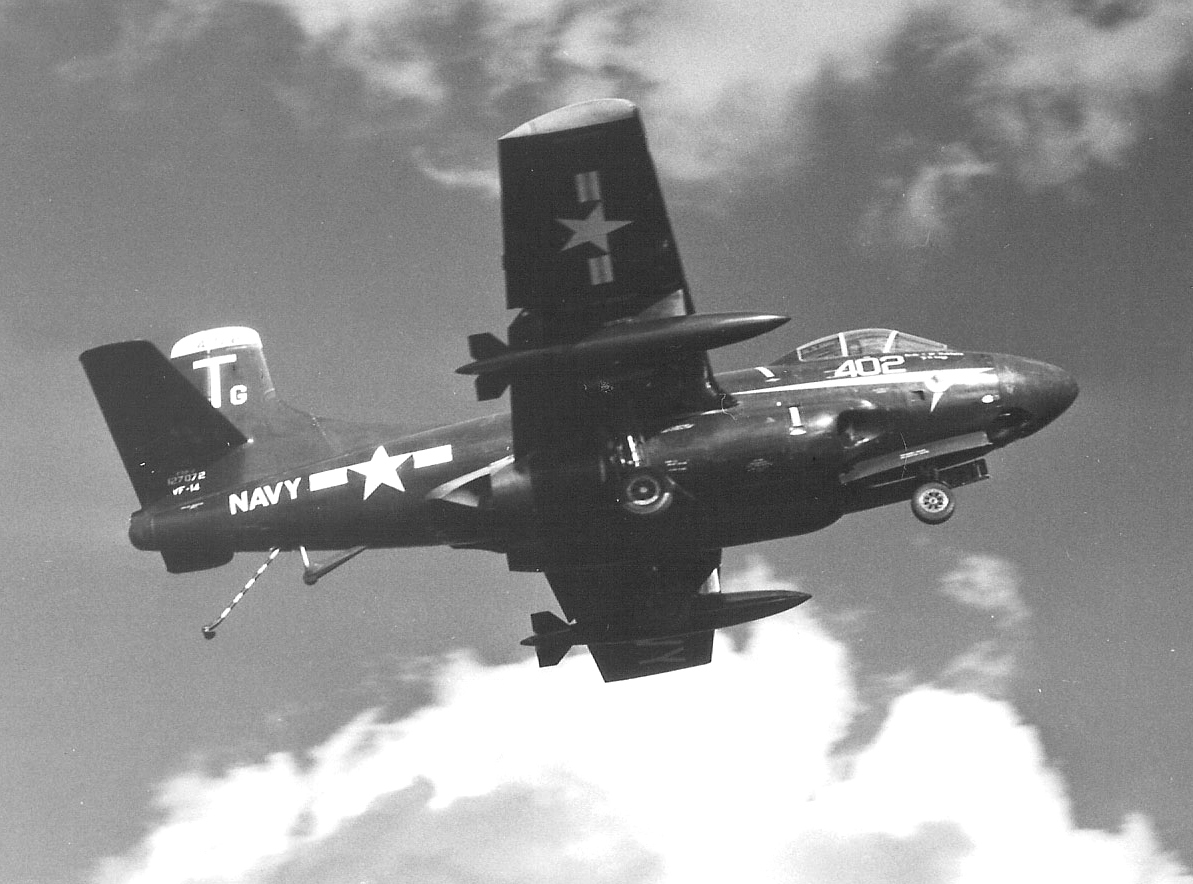
Eine F3D-2 der VF-14 im Anflug auf die USS Intrepid

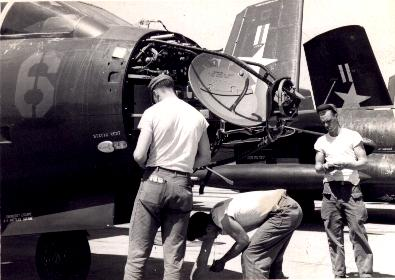
APQ-35-Radar der F3D-2

Das Radarsystem in der F3D-1 war ein Westinghouse AN/APQ-35. Es war eine Kombination drei verschiedener Radararten, ein Suchradar, ein Verfolgungsradar und ein Warnradar im Heck. Das Radarsystem war sehr komplex, da damals keine Halbleitertechnologie existierte. Die Wartung war entsprechend schwierig.
Auf den Einbau von Schleudersitzen wurde aus Gewichtsgründen verzichtet. Stattdessen war für den Notfall der konventionelle Absprung mit dem Fallschirm vorgesehen, was konstruktiv durch einen hinter dem Cockpit gelegenen Schacht erleichtert wurde, über den die Besatzung zur Notausstiegsluke an der Unterseite rutschen sollte. Dieses Konzept wurde später erneut bei der Douglas A3D aufgegriffen.
Der Erstflug der XF3D-1 erfolgte am 23. März 1948. Ein Vertrag über 28 Serienmaschinen vom Typ F3D-1 folgte im Juni 1948. Die F3D-1 wurde dann durch den Typ F3D-2 ergänzt, der erstmals im August 1949 bestellt wurde. Die F3D-2 hatte neue Triebwerke des Typs Westinghouse J46 und größere Triebswerkzellen. Allerdings führten Probleme mit dem J46-Triebwerk zum Einbau von J34-WE-36-Triebwerken. Die F3D-2 erhielt ein neues Westinghouse-AN/APQ-36-Radarsystem. Bis zum 23. März 1952 wurden insgesamt 237 F3D-2 gebaut.

## Versionen
XF3D-1Prototypen, 3 gebaut; einer (BuNo 121458) wurde 1952 mit Sparrow-I-Lenkwaffen ausgerüstet
F3D-1 (F-10A)Serienversion mit Westinghouse-J34-WE-36-Triebwerken; 28 gebaut, ab 1962 F-10A
F3D-1M (MF-10A)Umbau von 12 F3D-1, die mit Sparrow-I-Lenkwaffen ausgerüstet wurden; ab 1962 MF-10A
F3D-2 (F-10B)Serienversion mit verbesserter Avionik; sollte Westinghouse-J46-Triebwerke erhalten, die aber keine Serienreife erlangten, deshalb mit J34-WE-36, 237 gebaut, ab 1962 F-10B
F3D-2BUmbau einer F3D-1 1952, die eine Nuklearwaffe tragen konnte
F3D-2M (MF-10B)Umbau von 16 F3D-2, die mit Sparrow-I-Lenkwaffen und APQ-36-Radar in einem längeren Radom ausgerüstet wurden; ab 1962 MF-10B
F3D-2Q (EF-10B)Umbau von 35 F3D-2, Ausbau der Bewaffnung und Einbau einer ECM-Ausrüstung für die elektronische Kriegsführung; ab 1962 EF-10B
F3D-2T (TF-10B)Umbau von 60 F3D-2 zu Trainingsflugzeugen zur Radarschulung; ab 1962 TF-10B
F3D-3geplante Version mit Pfeilflügeln und Westinghouse-J46-Triebwerken; 287 Flugzeuge wurden bestellt, aber 1952 storniert

## Einsatzgeschichte

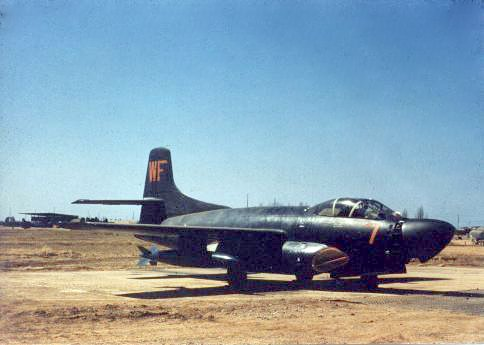
Eine F3D-2 des U.S. Marine Corps im Korea-Krieg, 1953

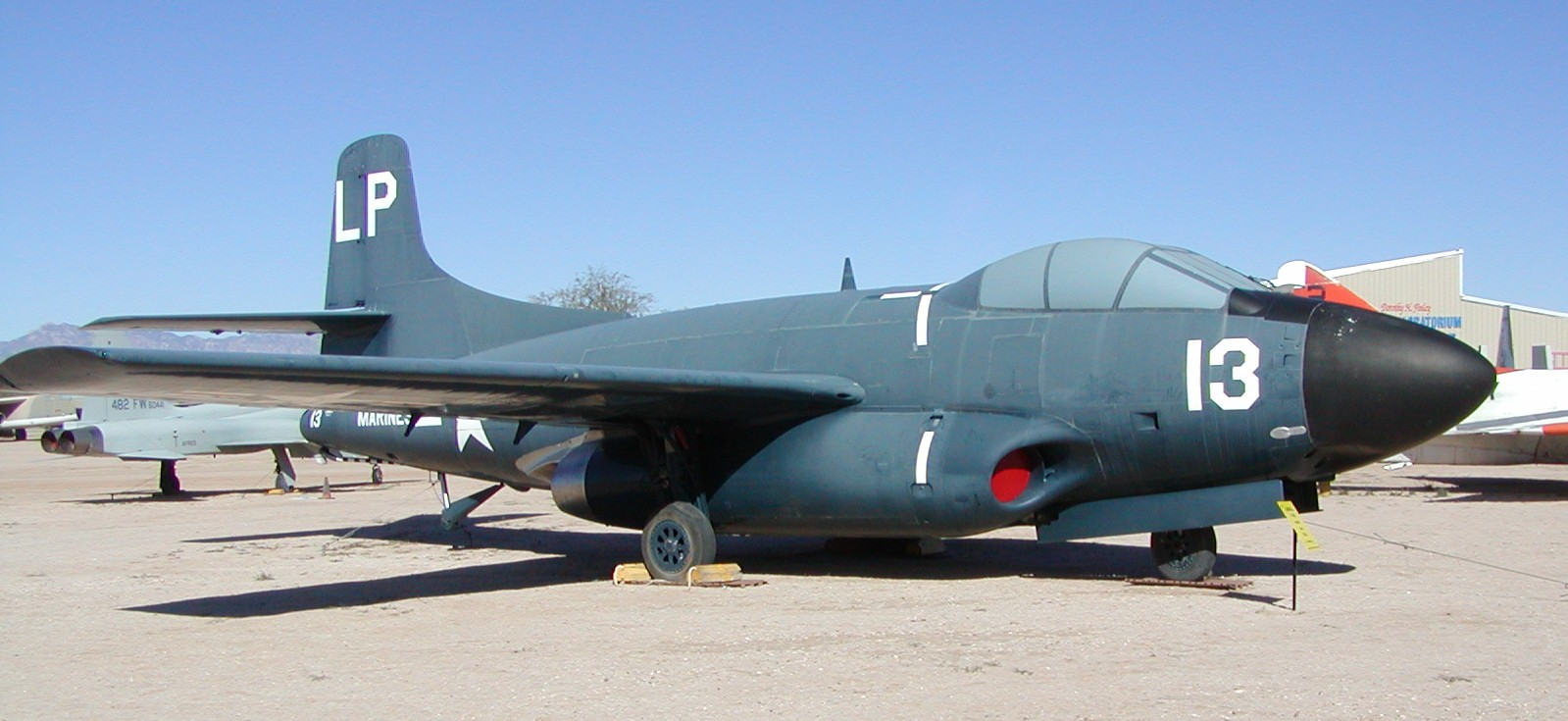
F3D-2 der U.S. Marines im Pima Air Museum

Die wenigen F3D-1 waren nie im Kriegseinsatz und dienten hauptsächlich zu Trainingszwecken. Die F3D-2 war dagegen im Koreakrieg sehr intensiv beim U.S.-Marine-Corps-Geschwader VMF(N)-513 im Einsatz. Sie wurden als Begleitjäger für B-29-Bomber bei Nachteinsätzen verwendet. Sie flogen außerdem nächtliche Kampfeinsätze und drangen weit in feindliches Gebiet vor. Die Skyknights schossen insgesamt acht Feindflugzeuge ab und dies ohne eigene Verluste. Sie war damit der U.S.-Navy-Typ mit der besten Abschussrate im Koreakrieg.
Nach dem Koreakrieg wurde die F3D schrittweise durch leistungsstärkere Maschinen ersetzt. Die Maschinen wurden später zum Test von Luft-Luft-Raketen, wie Sparrow I, II, und III sowie Meteor-Missiles verwendet. Diese Maschinen trugen die Bezeichnung F3D-1M und F3D-2M.
Die F3D-2M war der erste Navy-Jäger, der Luft-Luft-Raketen des Typs Sparrow I einsetzte, die von der Besatzung ins Ziel gelenkt wurden. In den späten 1950er-Jahren wurde einige F3D-2 zur Elektronischen Kampfführung eingesetzt, sie hatten die Bezeichnung F3D-2Q (später auch EF-10B). Einige wurden später zu F3D-2T-Schulflugzeugen umgebaut.
1962 wurden die Bezeichnungen von F3D-1 zu F-10A und von F3D-2 in F-10B geändert. Die EF-10B flogen bis 1969 im Vietnamkrieg Einsätze. 1970 wurden die letzten EF-10B ausgemustert. Einige Maschinen gingen als Testflugzeuge an die Firma Raytheon und wurden in den 1980er-Jahren ausgemustert.
Im Jahre 1959 entwarf Douglas den Nachfolger der F3D-2, die Douglas F6D Missileer, die allerdings nie gebaut werden sollte.

## Produktion
Abnahme der Douglas Skyknight durch die US Navy:
| Version | 1950 | 1951 | 1952 | 1953 | SUMME |
| ------- | ---- | ---- | ---- | ---- | ----- |
| XF3D-1  | 2    | 1    |      |      | 3     |
| F3D-1   | 9    | 19   |      |      | 28    |
| F3D-2   |      | 19   | 91   | 122  | 232   |
| F3D-3   |      |      | 5    |      | 5     |
| SUMME   | 11   | 39   | 96   | 122  | 268   |

## Technische Daten

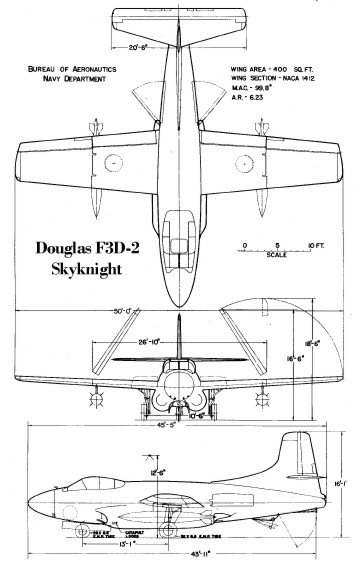
3-Seiten-Riss einer F3D-2 Skyknight

| Kenngröße              | Daten der F3D-2 Skyknight                        |
| ---------------------- | ------------------------------------------------ |
| Länge:                 | 13,9 m                                           |
| Flügelspannweite:      | 15,24 m                                          |
| Tragflügelfläche:      | 37,16 m²                                         |
| Höhe:                  | 4,9 m                                            |
| Antrieb:               | zwei Westinghouse J34-WE-36 mit je 1542 kg Schub |
| Höchstgeschwindigkeit: | 909 km/h                                         |
| Reichweite:            | 1.931 km                                         |
| Besatzung:             | Pilot und Radaroperator                          |
| Dienstgipfelhöhe:      | 11.645 m                                         |
| Leergewicht:           | 8.240 kg                                         |
| Fluggewicht:           | 10.690 kg                                        |
| Max. Fluggewicht:      | 12.560 kg                                        |
| Bewaffnung:            | vier 20-mm-Kanonen Hispano-Suiza M3              |